# 九龍巴士257B線
九龍巴士257B線是香港一條已停駛的巴士路線，由新界屯門山景邨單向前往九龍尖沙咀（中間道）。

## 歷史
- 1994年8月31日：投入服務，由山景邨前往尖沙咀碼頭。
- 2001年10月22日：更改總站，祇往尖沙咀（中間道）巴士站。
- 2009年10月17日：本線最後一天服務。

## 營運狀況
屯門新市鎮與九龍市區距離甚遠，為方便市鎮居民前往市區上班，巴士公司於1990年代始辦多條新界前往港、九的「晨早特別線」。位於屯門新市鎮西部的山景邨，居民欲前往彌敦道沿線可選乘258B線或258C線，但該兩線服務良田、建生邨和大興邨後已座無虛席，對山景邨登車的乘客不公平對待，故此增辦本線以服務山景邨居民。
由始至終，本線提供服務日也祇有一班車行走，且開出時間尚早，對通勤乘客作用不大，客量一直偏低。
九巴於2000年重組良田區的258B線和258C線成為260X線後，增設由山景邨開出的260X線特別班次前往九龍站，翌年延長至旺角並更改編號為260P，彌補山景邨居民前往九龍的交通，但這一舉措對祇有一班車服務的本線也有所影響，連同因1997年開辦「西隧快線」960線和961線而流失的客量，本線主客群祇剩下遠離山景巴士總站的居民。
港鐵西鐵綫九龍南綫於2009年通車後，政府考慮到部份交通路線的使用率下降，可予以取消以舒緩繁忙路段的交通流量，本線便從同年10月中起永久停駛，指派本線用車行走234X線返回荃灣的任務亦完結。

## 服務時間及班次
山景邨開：
- 星期一至五：07:10

星期六、日及公眾假期不設服務

## 收費
全程：$12.1
- 美孚站往尖沙咀：$5.3
- 鴉蘭街往尖沙咀：$4.4

| - 本線設有12歲以下小童及65歲或以上長者半價優惠。 - 65歲或以上香港居民使用「樂悠咭」，以及12歲以下合資格殘疾兒童使用「殘疾人士身份」個人八達通繳付車資，均可享有每程$2.0或半價（以較低者為準）的票價優惠；12至64歲合資格殘疾人士使用「殘疾人士身份」個人八達通（包括「樂悠咭」），以及60至64歲香港居民使用「樂悠咭」繳付車資，均可享有每程$2.0或全費（以較低者為準）的票價優惠。 - 65歲或以上長者如使用長者或一般個人八達通繳付車資，則只可享有半價優惠；12至64歲合資格殘疾人士如不使用「殘疾人士身份」個人八達通，以及60至64歲人士如不使用「樂悠咭」繳付車資，必須繳付全費。 - 乘客可以現金或八達通於上車時付款，不設找續。 - 每位成人乘客可免費攜帶最多兩名4歲以下而不佔座位的兒童乘客乘車，超額之4歲以下小童必須繳付小童車費乘車。 - 持有「九巴月票」之乘客在車票有效期內，每日可享最多10程任何九龍巴士及龍運巴士路線（包括本路線，以及聯營路線的九龍巴士／龍運巴士提供的班次；惟乘搭機場「A」及「NA」線則可享原價二七折優惠（不會計算每天10次合資格車程））；而B1線則每日可享最多各2程（不會計算每天10次合資格車程）。 - 九龍巴士、城巴、龍運巴士及陽光巴士全職員工及家屬（不包括外判職員）可免費乘搭本路線，惟必須拍職員或職員家屬八達通。 - 乘客亦可透過多元化電子支付系統（e度嘟）繳付車資，包括使用非接觸式VISA卡、JCB卡、萬事達卡、銀聯卡、美國運通、大來國際、Discover Card、Apple Pay、Google Pay、Samsung Pay、AlipayHK「易乘碼」、支付寶、WeChatHK／微信支付「搭車碼」、銀聯雲閃付「乘車碼」及BOC Pay「乘車碼」。乘客使用此付款方式，使用此支付方式的乘客可享有中途下車之分段收費，以及與其他九巴／龍運獨營路線或聯營線九巴／龍運班次之轉乘優惠，惟不適用於與非九巴／龍運路線之轉乘優惠，亦不能享有「公共交通費用補貼計劃」及「長者及合資格殘疾人士公共交通票價優惠計劃」。 |

設有12歲以下小童及65歲或以上長者半價優惠，可以現金或八達通卡繳付車資，輔幣不設找續。

## 行車路線
經：旺賢街、石排頭路、鳴琴路、青雲路、皇珠路、屯門公路、荃灣路、葵涌道、長沙灣道、荔枝角道、西九龍走廊、太子道西、荔枝角道及彌敦道。

### 沿線車站
| 1                         | 山景巴士總站 | 山景巴士總站 |
| 2                         | 鳴琴站       | 湖翠路       |
| 3                         | 青雲站       | 青雲路       |
| 4                         | 聖彼得堂     | 青雲路       |
| 屯門公路； 荃灣路、葵涌道 |              |              |
| 5                         | 美孚站       | 荔枝角道     |
| 西九龍走廊                |              |              |
| 6                         | 鴉蘭街       | 荔枝角道     |
| 7                         | 奶路臣街     | 彌敦道       |
| 8                         | 碧街         | 彌敦道       |
| 9                         | 德成街       | 彌敦道       |
| 10                        | 金巴利道     | 彌敦道       |
| 11                        | 中間道       | 彌敦道       |

## 使用車輛
本線停辦前用車為1輛MAN 24.310（AMN）雙層空調巴士，由57M線指派行走。

## 外部連結
- 九巴257B線—九龍巴士